# José Antonio Garzón Roger
José Antonio Garzón Roger (Chelva, 28 luglio 1963) è uno scacchista e storico spagnolo.
I suoi studi sono relativi alle origini del gioco moderno degli scacchi.
Nel libro En pos del incunable perdido, pubblicato nel 2001, mise in evidenza l'importanza dell'opera perduta in catalano di Francesh Vicent, vale a dire Il Libre dels jochs partits dels schacs en nombre de 100  stampato a Valencia il 15 maggio 1495 in cento copie. L'opera, che divenne estremamente rara, non fu menzionata dai trattatisti successivi, quali Alessandro Salvio  e Pietro Carrera.
Garzón Nel 2005 diede alle stampe, con un'introduzione curata da Anatolij Karpov, El regreso de Francesch Vicent. La Historia del nacimiento y la expansión del ajedrez moderno. Ipotizzò che le regole moderne del gioco degli scacchi, specialmente il movimento attuale della donna e dell'alfiere, furono create da Vicent, che poi per sfuggire alla inquisizione spagnola si rifugiò in Italia e avrebbe redatto il manoscritto di Cesena.
Nel 2012 Garzón ricevette un premio al merito da parte della città di Valencia per i suoi studi scacchistici.

## Opere
- (ES)  En pos del incunable perdido, 2001.
- (ES)  El regreso de Francesch Vicent. La Historia del nacimiento y la expansión del ajedrez moderno, 2005.